# Binnen De Minuut
Minute to Win It (in België bekend als Binnen De Minuut) is een Nederlands en Vlaams spelprogramma dat sinds begin 2011 uitgezonden wordt op RTL 4 en VTM. Het is een Nederlandstalige versie van het Amerikaanse Minute to Win It dat uitgezonden wordt op NBC. Men moet met huis- tuin- en keukenmateriaal tien spelletjes spelen in telkens 60 seconden. De show wordt in Nederland gepresenteerd door Gordon en in België gepresenteerd door Staf Coppens.
In seizoen 1 daagde in de Belgische versie de tweeling Joeri en Wesley iedere week de kijkers uit om een bepaalde proef tot een goed einde te brengen.
Vanaf seizoen 2 nemen geen enkelingen maar duo's deel aan het spel. Ze mogen kiezen wie van de twee een opdracht uitvoert (maximaal drie opdrachten na elkaar). Er zijn ook duoproeven. De instructies van de uit te voeren opdrachten verschenen ook op de site van het programma, zodat men ook thuis kon proberen deze binnen 60 seconden uit te voeren.

## Opzet
In het spel zijn tien rondes (levels). In elke ronde moet de kandidaat een uitdaging aangaan en binnen 60 seconden een opdracht uitvoeren. De kandidaat kan na elke ronde kiezen of hij het behaalde bedrag wil nemen of wil doorspelen. Als hij een ronde heeft behaald, gaan het bedrag en de moeilijkheidsgraad omhoog. Als hij de ronde niet haalt, raakt hij een van de drie levens kwijt en moet dezelfde opdracht opnieuw gespeeld worden. Als er geen levens meer zijn, is het spel voorbij en gaat de speler naar huis met een bedrag of als level 5 of kleiner mislukt, met niets. Hij krijgt bij level 5 wel een zogenaamd 'safety level'. Als hij daar voorbij is, heeft hij sowieso het geld dat hij op level 5 kon verdienen (10.000 euro).
| Ronde | Bedrag    |
| ----- | --------- |
| 1     | € 500     |
| 2     | € 1.000   |
| 3     | € 2.500   |
| 4     | € 5.000   |
| 5     | € 10.000  |
| 6     | € 15.000  |
| 7     | € 30.000  |
| 8     | € 50.000  |
| 9     | € 75.000  |
| 10    | € 100.000 |

## Kijkcijfers
Onderstaande gegevens hebben betrekking op de Belgische versie van Minute to Win It (Binnen de minuut).

### Seizoen 1
Het eerste seizoen liep van 8 januari 2011 tot 2 april 2011 en werd uitgezonden op zaterdagavond. In de zesde aflevering (12 februari) speelden Sam Gooris en Tine Van den Brande ten voordele van Levenslijn.
Twee afleveringen haalden de top 10 niet; de aflevering van 19 maart deed het het best met 665.566 kijkers.
| Seizoen/aflevering | Datum            | Kijkcijfer  |
| ------------------ | ---------------- | ----------- |
| 1.1                | 8 januari 2011   | 591.551     |
| 1.2                | 15 januari 2011  | 592.714     |
| 1.3                | 22 januari 2011  | 524.080     |
| 1.4                | 29 januari 2011  | 602.350     |
| 1.5                | 5 februari 2011  | 507.780     |
| 1.6                | 12 februari 2011 | 483.204     |
| 1.7                | 19 februari 2011 | geen top 10 |
| 1.8                | 26 februari 2011 | geen top 10 |
| 1.9                | 5 maart 2011     | 595.441     |
| 1.10               | 12 maart 2011    | 623.953     |
| 1.11               | 19 maart 2011    | 665.566     |
| 1.12               | 26 maart 2011    | 575.367     |
| 1.13               | 2 april 2011     | 521.053     |

### Seizoen 2
Seizoen 2 (met duo's) werd uitgezonden op woensdagavond.
| Seizoen/aflevering | Datum            | Kijkcijfer  |
| ------------------ | ---------------- | ----------- |
| 2.1                | 16 november 2011 | 569.332     |
| 2.2                | 23 november 2011 | geen top 10 |
| 2.3                | 30 november 2011 | geen top 10 |
| 2.4                | 7 december 2011  | geen top 10 |
| 2.5                | 14 december 2011 | geen top 10 |
| 2.6                | 21 december 2011 | 638.341     |
| 2.7                | 28 december 2011 | geen top 10 |
| 2.8                | 4 januari 2012   | 815.300     |

## Trivia
In 2021 wordt bij SBS6 een soortgelijk programma uitgezonden, The Cube. Dit programma wordt eveneens gepresenteerd door Gordon. Bij dit programma worden de spellen gespeeld in een transparante kubus. De kandidaten krijgen hierbij 9 levens en moeten slechts 7 spellen spelen, waarvan de tijdslimiet varieert.